# Murole kanal
Murole kanal (fi. Muroleen kanava) är en kanal som förbinder sjön Näsijärvis fjärd Vankavesi med sjön Palovesi i byn Murole i Ruovesi kommun i Birkaland, Finland. Kanalen är 315 meter lång, har en sluss och en höjdskillnad på 0,90–1,50 meter. Kanalen är byggd 1852–1854.
Redan i början av 1700-talet hade Murole fors muddrats och en större muddring skedde 1825–1826. Fartygen blev allt större och ett beslut om att bygga en kanal förbi forsen togs. Byggandet inleddes våren 1850 och kanalen invigdes i maj 1854.
Här finns en minnessten av konstnären Ellen Thesleff som bodde vid och inspirerades av området kring Murole fors. Matti Kassilas film Skördemånad från 1956 om en misslyckad, alkoholiserad dramatiker som arbetar som kanalvakt är inspelad vid Murole kanal.